# Jean-Claude Périsset

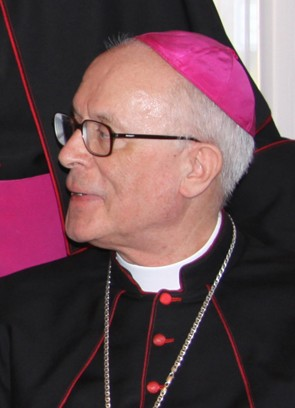
Jean-Claude Périsset

Jean-Claude Périsset (* 13. April 1939 in Estavayer-le-Lac, Kanton Freiburg, Schweiz) ist ein römisch-katholischer Geistlicher, Erzbischof und ehemaliger Diplomat des Heiligen Stuhls. Er war von 2007 bis 2013 Apostolischer Nuntius in Deutschland.

## Leben
Jean-Claude Périsset stammt aus dem Bistum Lausanne, Genf und Freiburg. Er besuchte das Gymnasium in Freiburg in der Schweiz. 1958 bis 1959 studierte er Philosophie in Sarnen. Danach wurde er in das Diözesanpriesterseminar in Freiburg aufgenommen und studierte Theologie. Am 28. Juni 1964 empfing er in Freiburg die Priesterweihe. Von 1965 bis 1969 wirkte Périsset als Seelsorger an der Basilika Notre-Dame in Genf, zuletzt als Vikar.
Danach wurde Périsset Mitarbeiter in vatikanischen Behörden: 1969 bis 1970 in der Kleruskongregation, 1970 im Päpstlichen Rat für die Migranten, 1971 in der Bischofskongregation. Zugleich studierte er seit 1969 an der Päpstlichen Universität Gregoriana und wurde mit einer Arbeit über das kirchenrechtliche Verhältnis zwischen Pfarrer und Kirchenvorstand 1973 zum Doktor des Kanonischen Rechts promoviert. Von 1971 bis 1973 wurde er zudem an der Päpstlichen Diplomatenakademie ausgebildet. Am 5. September 1974 verlieh ihm Papst Paul VI. den Ehrentitel Kaplan Seiner Heiligkeit (Monsignore).
Am 4. Juli 1973 trat Périsset in den diplomatischen Dienst des Heiligen Stuhls ein. Er war von 1973 bis 1976 in der diplomatischen Vertretung in Südafrika, 1976 bis 1980 in Peru, 1980 bis 1983 in Frankreich, 1983 bis 1984 in Pakistan, 1984 bis 1986 in Japan tätig. Von 1986 bis 1991 war Périsset Offizial des Diözesangerichts in seiner Heimatdiözese Lausanne-Genf-Freiburg. Er publizierte Studien u. a. zum kirchlichen Vermögensrecht.
Zum 15. September 1991 wurde Périsset wieder beim Heiligen Stuhl tätig. Er war Auditor in der Abteilung des Staatssekretariats für die Beziehungen mit den Staaten. 1992 wurde er zum Nuntiaturrat ernannt und bekam am 26. November 1992 von Papst Johannes Paul II. den Titel Ehrenprälat Seiner Heiligkeit verliehen.
Périsset wurde am 16. November 1996 von Johannes Paul II. zum Titularbischof von Accia ernannt und zum beigeordneten Sekretär des Päpstlichen Rats zur Förderung der Einheit der Christen bestellt. Die Bischofsweihe spendete ihm am 6. Januar 1997 Papst Johannes Paul II. selbst; Mitkonsekratoren waren Giovanni Battista Re, Offizial des Staatssekretariats, und Kurienerzbischof Miroslaw Marusyn.
Périsset spricht neben seiner französischen Muttersprache unter anderem fließend deutsch.

## Wirken als Nuntius
Am 12. November 1998 wurde Périsset zum Titularerzbischof von Iustiniana Prima und zum Apostolischen Nuntius in Rumänien ernannt. Mit diesem Land unterhält der Vatikan seit 1990 diplomatische Beziehungen. Die frühe Amtszeit Périssets in Bukarest wurde durch einen Besuch des Papstes in Rumänien im Mai 1999 geprägt. Der Nuntius war in Bukarest Doyen des Diplomatischen Corps. Die Ernennung Périssets zum Nuntius auch in Moldawien gab der Vatikan am 22. März 2003 bekannt. Als Nuntius hat Périsset mehrere Bischöfe geweiht (Hauptkonsekrator von Martin Roos, Bischof von Timișoara; Mitkonsekrator von Aurel Percă, Weihbischof in Iași; Jenö Schönberger, Bischof von Satu Mare, und Cornel Damian, Weihbischof in Bukarest). Ein wesentliches Arbeitsgebiet des Nuntius in Rumänien war die Pflege des Verhältnisses zwischen der Rumänisch-Orthodoxen Kirche, der römisch-katholischen (lateinischen) Kirche des Landes und der mit Rom unierten griechisch-katholischen Kirche Rumäniens.
Am 15. Oktober 2007 ernannte ihn Papst Benedikt XVI. als Nachfolger von Erwin Josef Ender zum Apostolischen Nuntius in Deutschland. In dieser Zeit genehmigte er die teuren Bauprojekte des Diözesanen Zentrums Sankt Nikolaus in Limburg.
Am 21. September 2013 nahm Papst Franziskus sein Rücktrittsgesuch aus Altersgründen an und ernannte zugleich Nikola Eterović zu seinem Nachfolger.

## Werke (Auswahl)
- Curé et Presbytérium paroissial. Analyse de Vatican II pour une adaptation des normes canoniques du prêtre en paroisse (=  Analecta Gregoriana; Bd. 227 / = Series Facultatis iuris canonici; Bd. 45), Rom 1982.
- La paroisse. Commentaire des canons 515–572 (= Le nouveau droit ecclésial; Bd. 2), Paris 1989 (2. Aufl. 1994).
- Les biens temporels de l’Église. Commentaire des canons 1254–1310 (= Le nouveau droit ecclésial; Bd. 5), Paris  1996.